# Sella da equitazione (araldica)
In araldica, la sella compare raramente, per lo più nell'araldica civica.
Si trova in alcune armi parlanti come, ad esempio, lo stemma del comune tedesco di Satteldorf e la città svizzera di Sattel.

D'oro, alla sella da equitazione di nero (comune francese di La Celle)
D'azzurro a tre selle d'oro (Selles-sur-Cher, Francia)
Satteldorf, Germania
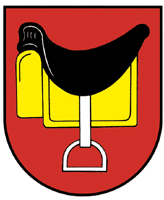
Sattel, Svizzera

## Traduzioni
- Francese: selle de cheval
- Tedesco: Sattel